# Mycetophila artigasi
Mycetophila artigasi är en tvåvingeart som beskrevs av Duret 1980. Mycetophila artigasi ingår i släktet Mycetophila och familjen svampmyggor. Inga underarter finns listade i Catalogue of Life.